# 41-es vízibusz (Velence)
A velencei 41-es jelzésű vízibusz Murano és a városközpont körül közlekedett, párban a 42-es járattal, mely ellentétes irányban járt. A viszonylatot az ACTV üzemeltette.

## Története
A 41-es vízibusz a kezdetektől Murano megállóit kötötte össze a belvárossal. Dupla hurokjáratként közlekedett, megkerülve a főszigetet Muranóra menet. Mivel ez két irányban lehetséges, ezért a két irányt a járatok számozásával különböztették meg. Az óramutató járásával ellenkezően a 41-es, ellentétes irányban a 42-es járt. Indulása óta a járat útvonala nem változott.
A járat előzménye a régi 5-ös család volt, ezek átalakításával 1999-ben jött létre az 51/52-es és 61/62-es párral együtt.
A 2011 téli menetrend bevezetésével átszámozták 4.1-esre.
A régi 41-ös járat története:
| Időszak     | Járat- szám | Megállók |
| ----------- | ----------- | --- |
| 1978 – 1983 | 5           | Riva degli Schiavoni – Tana – Celestia – Ospedale Civile – Fondamente Nuove – Isola San Michele – Murano (Navagrero) – Murano (Museo) – Murano (Fondamenta Venier) – Murano (Serenella) – Murano (Navagero) – Murano (Faro) – Murano (Colonna) – Isola San Michele – Fondamente Nuove – Madonna dell’Orto – San Alvise – Ponte Tre Archi – Ponte Guglie – Ferrovia – Piazzale Roma – Zattere – Santa Eufemia – Redentore – Ostello – San Giorgio Maggiore – Riva degli Schiavoni |
| 1984 – 1995 | 5           | Riva degli Schiavoni – Tana – Celestia – Ospedale Civile – Fondamente Nuove – Isola San Michele – Murano (Navagrero) – Murano (Museo) – Murano (Fondamenta Venier) – Murano (Serenella) – Murano (Navagero) – Murano (Faro) – Murano (Colonna) – Isola San Michele – Fondamente Nuove – Madonna dell’Orto – San Alvise – Ponte Tre Archi – Ponte Guglie – Ferrovia – Piazzale Roma – Zattere – Santa Eufemia – Redentore – Ostello – San Giorgio Maggiore – Riva degli Schiavoni |
| 1984 – 1995 | 5/          | Riva degli Schiavoni – Sant’Elena – Murano (Navagrero) – Murano (Museo) – Murano (Fondamenta Venier) – Murano (Serenella) – Murano (Navagero) – Murano (Faro) – Murano (Colonna) – Ponte Tre Archi – Ponte Guglie – Ferrovia – Piazzale Roma – Tronchetto A (1991-től) – Tronchetto B (1991-től) |
| 1996 – 1998 | 23          | San Zaccaria (Iolanda) – Tana – Celestia – Ospedale Civile – Fondamente Nuove – Cimitero – Murano (Navagero) – Murano (Faro) – Murano (Colonna) – Cimitero – Fondamente Nove – Ospedale Civile – Celestia – Tana – San Zaccaria (Iolanda) (Csak ebben az irányban) |
| 1996 – 1998 | 52 verde    | Lido (Santa Maria Elisabetta) – Sant’Elena – Giardini Biennale – San Zaccharia (Iolanda) – Zattere – Santa Marta – Piazzale Roma – Ferrovia (Bar Roma) – Ponte di Guglie – Ponte di Tre Archi – San Alvise – Madonna dell’Orto – Fondamente Nove – Cimitero – Murano (Colonna) – Murano (Serenella) – Murano (Fondamenta Vernier) – Murano (Museo) – Murano (Navagero) – Murano (Faro) – Murano (Colonna) – Cimitero – Fondamente Nove – Madonna dell’Orto – San Alvise – Ponte di Tre Archi – Ponte di Guglie – Ferrovia (Bar Roma) – Piazzale Roma – Santa Marta – Zattere – San Zaccaria (Iolanda) – Giardini Biennale – Sant’Elena – Lido (Santa Maria Elisabetta) (Csak ebben az irányban) |
| 1996 – 1998 | 52 viola    | Piazzale Roma (Santa Chiara) – Sacca Fisola – Sant’Eufemia – Zitelle – San Zaccaria (Iolanda) – Tana – Celestia – Ospedale Civile – Fondamente Nove – Cimitero – Murano (Colonna) – Murano (Serenella) – Murano (Fondamenta Vernier) – Murano (Museo) – Murano (Navagero) – Murano (Faro) – Murano (Colonna) – Fondamente Nove – Ospedale Civile – Celstia – Tana – San Zaccaria (Iolanda) – Zitelle – Sant’Eufemia – Sacca Fisola – Piazzale Roma (Santa Chiara) (csak ebben az irányban) |
| 1999 – 2011 | 41          | Murano (Museo) – Murano (Navagero) – Murano (Faro) – Murano (Colonna) – Cimitero – Fondamente Nove – Madonna dell’Orto – San Alvise – Ponte di Tre Archi – Ponte di Guglie – Ferrovia (Santa Lucia) – Piazzale Roma (Parisi) – Santa Marta – Sacca Fisola – Santa Eufemia – Redentore – Zitelle – San Zaccaria (Jolanda) – Arsenale – Giardini Biennale – Sant’Elena – San Pietro – Bacini – Celeste – Ospedale – Fondamente Nove – Cimitero – Murano (Colonna) – Murano (Faro) – Murano (Navagero) – Murano (Museo) (Csak ebben az irányban) |
| 1999 – 2011 | 42          | Murano (Museo) – Murano (Navagero) – Murano (Faro) – Murano (Colonna) – Cimitero – Fondamente Nove – Ospedale – Celeste – Bacini – San Pietro – Sant’Elena – Giardini Biennale – Arsenale – San Zaccaria (Jolanda) – Zitelle – Redentore – Santa Eufemia – Sacca Fisola – Santa Marta – Piazzale Roma (Scomenzera) – Ferrovia (Bar Roma) – Ponte di Guglie – Ponte di Tre Archi – San Alvise – Madonna dell’Orto – Fondamente Nove – Cimitero – Murano (Colonna) – Murano (Faro) – Murano (Navagero) – Murano (Museo) (Csak ebben az irányban) |

## Megállóhelyei
| sz. | idő (perc) | megállóhely neve          | látnivalók                                 |
| --- | ---------- | ------------------------- | ------------------------------------------ |
| 0   | 0          | Murano, Museo             | Museo Vetrario, Santa Maria e Donato       |
| 1   | 2          | Murano, Da Mula           | San Pietro Martire                         |
| 2   | 3          | Murano, Fondamenta Venier | Santa Maria degli Angeli                   |
| 3   | 6          | Murano, Serenella         |                                            |
| 4   | 10         | Murano, Colonna           |                                            |
| 5   | 13         | Isola San Michele         | Temető (Cimitero)                          |
| 6   | 22         | Fondamente Nuove          | Gesuati                                    |
| 7   | 27         | Madonna dell’Orto         | Madonna dell'Orto                          |
| 8   | 29         | San Alvise                | San Alvise, Ospedale Psichiatrico          |
| 9   | 34         | Crea                      | San Giobbe                                 |
| 10  | 38         | Ponte Guglie              | Ghetto                                     |
| 11  | 43         | Ferrovia (Santa Lucia)    | Scalzi                                     |
| 12  | 46         | Piazzale Roma (Parisi)    |                                            |
| 13  | 52         | Santa Marta               | (nemzetközi kikötő), Santa Marta           |
| 14  | 56         | Sacca Fisola              |                                            |
| 15  | 59         | Palanca                   |                                            |
| 16  | 62         | Redentore                 | Il Redentore                               |
| 17  | 65         | Zitelle                   | Le Zitelle                                 |
| 18  | 69         | San Zaccaria (Jolanda)    | Szent Márk tér, Dózse-palota, San Zaccaria |
| 19  | 72         | Arsenale                  | Arsenale, Museo Sorico Navale              |
| 20  | 75         | Giardini                  | Giardini Biennale                          |
| 21  | 78         | Sant’Elena                | Sant'Elena                                 |
| 22  | 84         | Certosa                   | Itt csak előzetes kérésre áll meg!         |
| 23  | 87         | San Pietro                | San Pietro                                 |
| 24  | 95         | Bacini                    |                                            |
| 25  | 98         | Celestia                  | San Francesco della Vigna                  |
| 26  | 100        | Ospedale                  | Santi Giovanni e Paolo, Ospedale Civile    |
| 27  | 102        | Fondamente Nove           | Gesuiti                                    |
| 28  | 108        | Isola San Michele         | Temető (Cimitero)                          |
| 29  | 111        | Murano, Colonna           |                                            |
| 30  | 114        | Murano, Faro              | Faro, Stazione Sperimentale del Vetro      |
| 31  | 117        | Murano, Navagero          |                                            |
| 32  | 120        | Murano, Museo             | Museo Vetrario, Santa Maria e Donato       |